# K Desktop Environment 1
K Desktop Environment 1は、K Desktop Environment (KDE) の最初のシリーズである。このシリーズには2つのメジャーリリースが含まれる。

## プレリリース

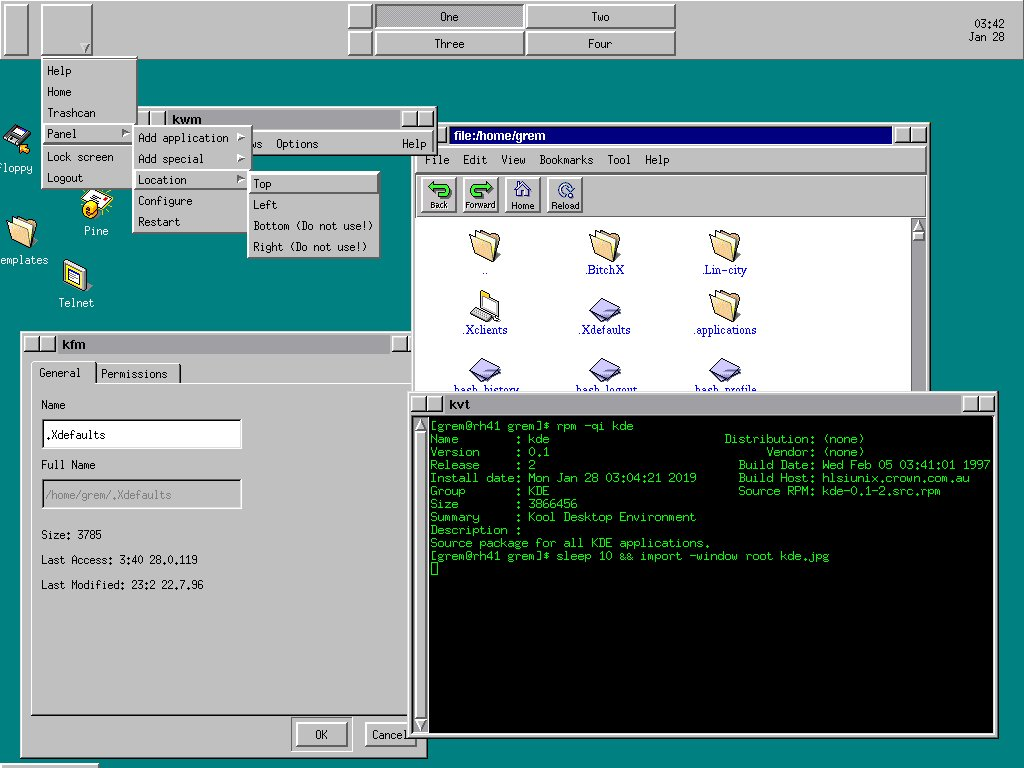
KDE 0.1のスクリーンショット

マティアス・エトリッヒのKool Desktop Environment創設の宣言（1996年10月14日）のすぐあとに、開発は開始された。Koolの語はのちに落ち、単純にK Desktop Environmetとなる。
最初の調整されたリリースはBeta 1（1997年10月20日）である。これは当初の宣言から1年後のものであった。追加のベータリリースは、1997年11月23日、1998年2月1日、同年4月19日にも行われている。

## K Desktop Environment 1.0

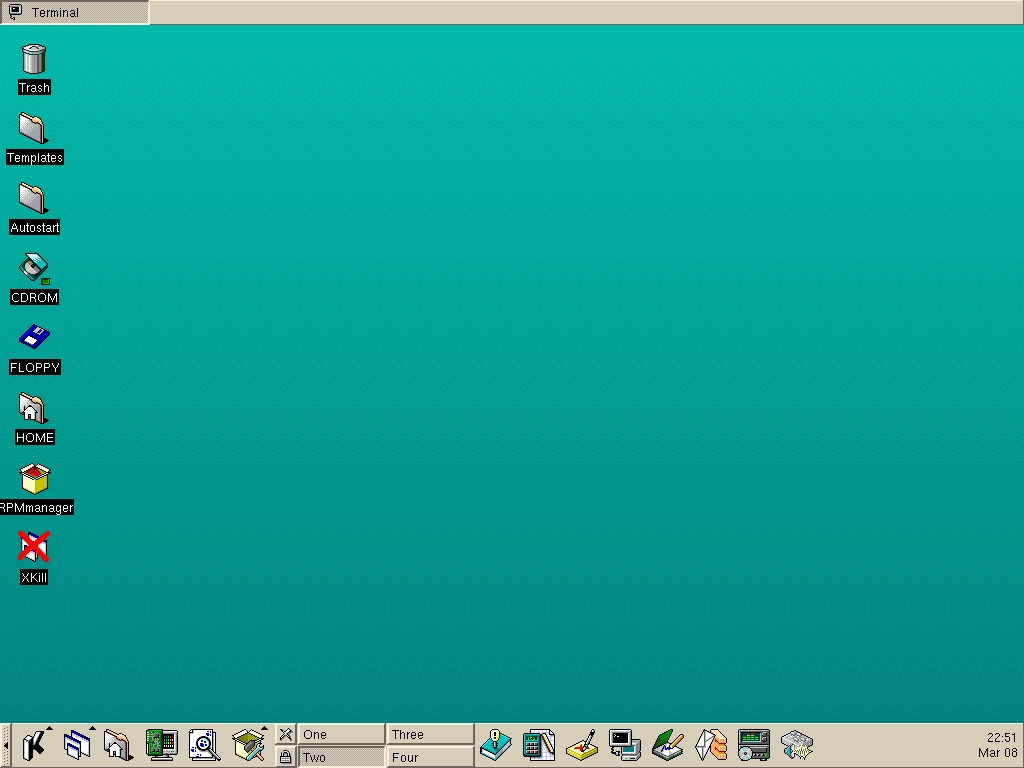
K Desktop Environment 1.0

1998年7月12日、K Desktop Environment 1.0の完成バージョンがリリースされた。このバージョンに対する評価は分かれた。多くの批評は、当時自由ソフトウェアではなかったQtの利用に関するもので、MotifやLessTifを代わりに使うようアドバイスしていた。このような批判にも拘わらず、KDEは多くのユーザによって受け入れられ、Linuxディストリビューションでも用いられた。

## K Desktop Environment 1.1

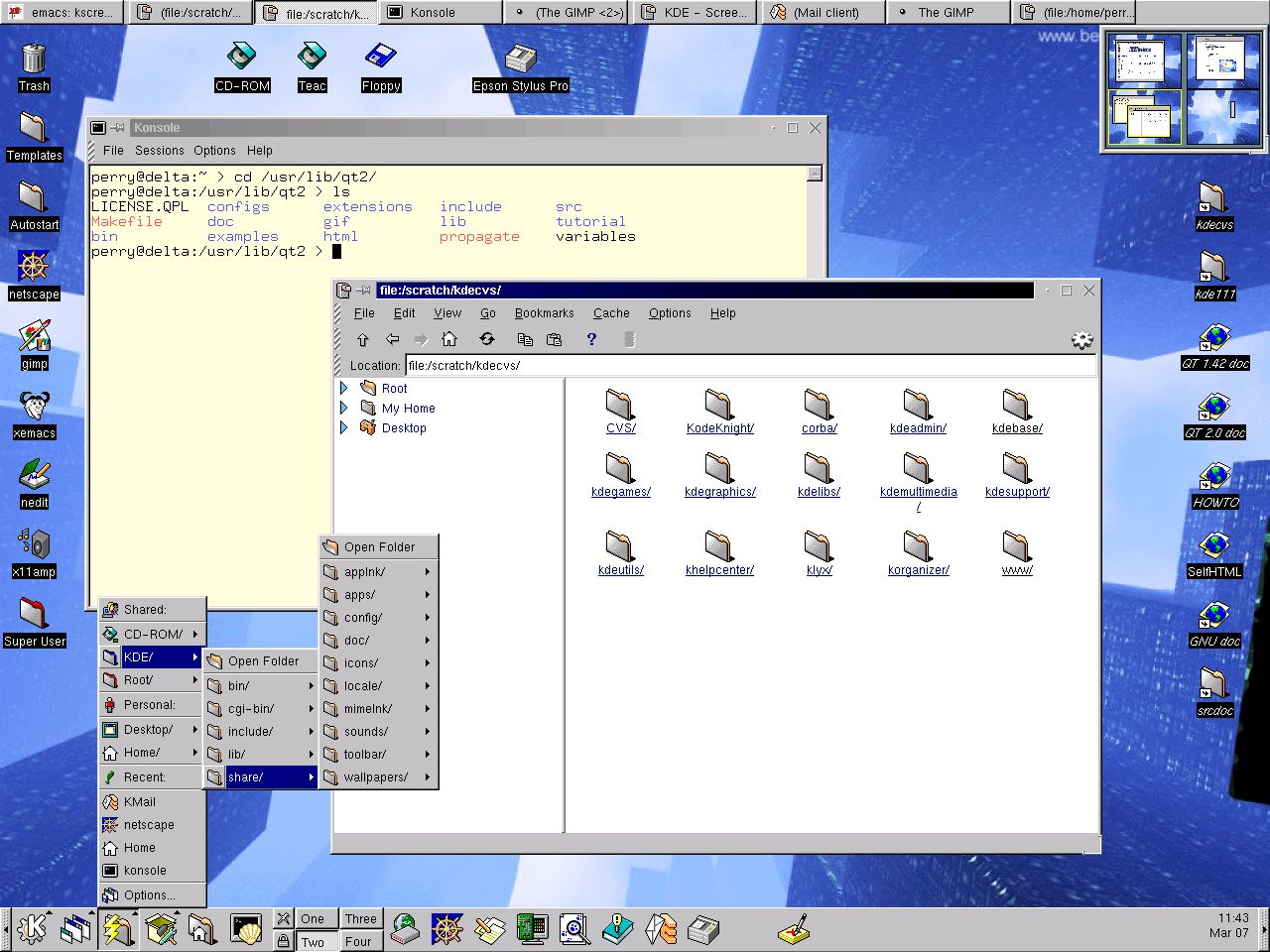
K Desktop Environment 1.1

アップデートバージョンであるK Desktop Environment 1.1は、より高速で安定していて、多くの小さな改善点を含んでいた。また、このリリースには、新しいアイコンや背景、テクスチャのセットが含まれている。

### KDE Restorationプロジェクト
KDEの20周年を記念して、KDEとFedoraに対する貢献者であるHelio Chissini de Castroは、1.1.2を2016年10月14日に再リリースした。
この再リリース版は現代のLinuxとの互換性のために必要となるいくつかの変更を含んでいる。Castroは現代のLinuxシステムでのQt 1.45のコンパイルも示している。